# Ewa Przybyło
Ewa Przybyło (ur. 6 grudnia 1970 w Rabce-Zdroju) – polska działaczka samorządowa, burmistrz Rabki-Zdroju w latach 2006–2018, wybrana z ramienia Komitetu Wyborczego Wyborców Ewy Przybyło, wcześniej pracowniczka samorządowa.

## Życiorys
W Rabce ukończyła Szkołę Podstawową nr 1 im. Obrońców Poczty Polskiej w Gdańsku oraz Liceum Ogólnokształcące im. Eugeniusza Romera (profil ogólny). Absolwentka Politechniki Krakowskiej Wydziału Inżynierii Lądowej (1996), mgr inż. budownictwa o specjalności technologii i organizacji budownictwa.
Karana wielokrotnie za bezprawne ograniczanie dostępu do informacji publicznej.
Skazana za niedopełnienie obowiązków służbowych.
Do izby niższej polskiego parlamentu wystartowała w 2023 (z ramienia PiS), nie uzyskała mandatu.

## Odznaczenia i wyróżnienia
- Odznaka honorowa „Za Zasługi dla Turystyki”,
- Brązowy i Srebrny Medal za Zasługi dla Policji[9].
- Dyplom Marszałka Województwa Małopolskiego 2013[10] oraz wyróżnienia w Rankingu Perły Samorządu 2012[11], w kategorii najlepszy włodarz w miastach do 100 tys. mieszkańców (Dziennik Gazeta Prawna),
- w 2015 r. w konkursie Przyjazna Gmina oprócz nagrody Laureat w kat. gmina miejsko-wiejska o charakterze turystycznym (od 10- 20 tys. mieszkańców) została nagrodzona tytułem „Samorządowiec 25-lecia”[12],
- w 2016 roku w plebiscycie Osobowość Ziem Górskich zajęła II miejsce w kategorii „Samorządowiec / Polityk Ziem Górskich”[13],
- w 2016 roku Prezydent Rzeczypospolitej odznaczył Ewę Przybyło Brązowym Krzyżem Zasługi[14].